# Hypselothyrea paratenuis
Hypselothyrea paratenuis är en tvåvingeart som beskrevs av Papp 2004. Hypselothyrea paratenuis ingår i släktet Hypselothyrea och familjen daggflugor.
Artens utbredningsområde är Vietnam. Inga underarter finns listade i Catalogue of Life.